# San Simon, Pampanga
San Simon (Bayan ng San Simon) är en kommun i Filippinerna. Kommunen ligger på ön Luzon, och tillhör provinsen Pampanga. Folkmängden uppgår till 41 554 invånare.
San Simon är indelat i 14 barangayer.